# Rivière de l'Est (îles Kerguelen)
Pour les articles homonymes, voir Rivière de l'Est (homonymie).
La rivière de l'Est est un cours d'eau de l'archipel des Kerguelen. Elle prend sa source vers 350 m d'altitude sur les pentes du mont Courbet, puis parcourt le nord de la Péninsule Courbet sur une distance d'environ 24 km et se jette dans le lac Marville, lac littoral peu profond d'environ 27 km2 séparé de l'océan Indien par un cordon étroit.